# 吴亚军
吴亚军（1964年2月—），女，重庆合川人，龙湖地产創始人，全国人大代表、重庆市工商联（总商会）副会长、重庆市总商会房地产商会副会长。
吳亞軍蟬聯2010年-2012年度《福布斯》全球富豪排行榜的中國大陸女首富。有“地产一姐”之称。

## 经历
1984年，毕业于西北工业大学。
1988年至1993年，《中国市容报》记者编辑，该报主办单位为建设部城建司及重庆建委。
1993年，成立重庆佳辰经济发展有限公司，任董事长。1995年，與中建科产业有限公司合資成立重庆中建科置业有限公司，后改名为重庆龙湖地产发展有限公司。2009年11月20日，龙湖地产正式在香港联交所挂牌上市。吴亚军持股46.9%，丈夫蔡奎持股31.3%，当日夫妇合计市值312亿港元。
2012年11月19日，龍湖發言人向外證實吳亞軍與蔡奎已離婚，蔡奎分得30%龍湖股權，價值200億。
2022年，在“胡润全球白手起家女企业家排行榜”上，以1050亿元的身价排名第一。同年10月28日，辭任龍湖公司執行董事、董事會主席，由陳序平接任，吴亚军獲委任為公司戰略發展顧問。吴亚军辭職後陪雙胞胎兒子定居美國。

## 其他
低调“三不老总”，“不签名、不上镜、不接受采访”。
外界传言，吴亚军的人脉关系可能和邓小平的女儿邓楠有关（吴在《中国市容报》时，负责编辑《邓小平画册》而认识邓）。
有一件事情为人所称道：有一次，公司举行联欢会，要求上司给下属送礼物，但由于当时吴亚军刚从外地出差赶回来，匆匆赶到联欢会的现场，并没有来得及准备礼物，于是，会上她当场从自己脖子上摘下项链，送给一个抽中礼物的物业员工。

## 家庭
吴亚军出生于普通县城，父亲是供销社职员，母亲是裁缝。
前夫蔡奎，龙湖地产副董事长。曾在成都飞机制造公司任工程师，后又曾任职重庆机场建设总公司。
吳亞軍有一個女兒和一對雙胞胎兒子。和前夫所生的女兒，繼承了龍湖集團43.98%的股份。兩個兒子是她在美國所生，孩子父親不詳。